# 忰田信浩
忰田 信浩（かせだ のぶひろ、1994年10月19日 - ）は、日本のプロレスラー。東京都調布市出身。

## 来歴
プロレスリングSECRET BASEが本拠地としていた調布生え抜き選手として入門。2019年9月8日、プロレスリングSECRET BASE・調布市グリーンアリーナ大会における豪戦でデビュー。デビュー前はアマチュアキックボクシングを行っていた。
デビュー後は山下金吾と色黒長身コンビ「ブラックペッパーズ」を結成している。
2023年9月10日、王子ベースメントモンスター大会にて、アミーゴ鈴木の持つキャプテン・オブ・ザ・シークレット無差別級選手権に挑戦するも惜敗。

## 得意技
- ラリアット
- チョップ
- ネックハンギングボム